# Elritse
Elritsen (Phoxinus phoxinus) er en ferskvands karpefisk. Den findes i hele Eurasien fra England og Spanien til det østlige Sibirien normalt i kolde vandløb (12-20 °C). Den når en maksimal længde på 14 cm og  lever af insekter, larver og krebsdyr. Den er også  almindelig kendt i Danmark, hvor den er landets  mindste karpefisk og  lever  i rene bække og åer.